# 20 Dakika
20 Dakika (en español: 20 minutos) es una serie de televisión turca de 2013, producida por Ay Yapım y emitida por Star TV. Es una adaptación de la película The Next Three Days.

## Trama
Melek (Tuba Büyüküstün) está felizmente casada, tiene dos hijos y es dueña de una pastelería. Su marido, Ali (İlker Aksum), trabaja en la universidad como profesor de historia. En el día que celebran la compra de su nueva casa, la policía se lleva detenida a Melek por el intento de asesinato de un joven. Un mes más tarde es sentenciada a 20 años de prisión, al encontrarse sus huellas dactilares sobre el arma homicida. Ali se obsesiona con la idea de sacar a su esposa de la cárcel, por eso busca ayuda en Kedi (Bülent Emin Yarar), un hombre que ha escapado muchas veces de ella.

## Reparto
- Tuba Büyüküstün como Melek Halaskar.
- İlker Aksum como Ali Halaskar.
- Metin Çekmez como Necmettin Solmaz.
- Bülent Emin Yarar como Mesut "Gato" Bilaloğlu.
- İpek Bilgin como Süreyya Gürok.
- Müjde Uzman como Umut Bilaloğlu.
- Fırat Çelik como Ozan Çevikoğlu.
- Ayten Uncuoğlu como Zeynep Halaskar.
- Cihat Tamer como Nedim Halaskar.
- Günay Karacaoğlu como Akrep.
- Mehmet Esen como Fehmi Batumlu.
- Ushan Çakır como Özgür Erköse.
- Defne Kayalar como Derin Solmaz.
- Murat Prosçiler como Kerim Solmaz.
- Enis Aybar como Muzaffer.
- Ercüment Acar como Halil.
- Gökçe Aytaç Özyol como Serpil Ergünoğlu.
- Özlem Türay como Esma Bakıray.
- Begüm Akkaya como Zeliha Başeski.
- Süreyya Güzel como Özlem Arsanlı.
- Esra Akkaya como Mirel Mizrahi.
- Burak Yörük como Tayfur Solmaz.
- Perihan Erener como Aslı Tanbaş.
- Miray Akay como Duru Halaskar.
- Özgür Ege Nalcı como Yağız Halaskar.

## Premios y nominaciones
| Año  | Premios                    | Categoría                        | Nominado(a)     | Resultado | Ref.  |
| ---- | -------------------------- | -------------------------------- | --------------- | --------- | ----- |
| 2013 | Antalya Television Awards  | Mejor actor de drama             | İlker Aksum     | Nominado  | [ 4 ] |
| 2013 | Antalya Television Awards  | Mejor actriz de reparto de drama | İpek Bilgin     | Nominada  | [ 4 ] |
| 2013 | Antalya Television Awards  | Mejor director de drama          | Ali Bilgin      | Nominado  | [ 4 ] |
| 2013 | Antalya Television Awards  | Mejor cinematografía de serie    | Barış Işık      | Nominado  | [ 4 ] |
| 2014 | Premios Emmy Internacional | Mejor actriz                     | Tuba Büyüküstün | Nominada  | [ 5 ] |